# Green’s Bridge
Die Green’s Bridge ist eine Straßenbrücke über den River Nore in Kilkenny (Irland). Sie verbindet die Green Street mit der New Road im Norden des innerörtlichen Bereichs. Am südlichen Rand des Zentrums steht die John's Bridge, dazwischen gibt es einen Lady Desart Bridge genannten Fußgängersteg. Eine Straßenbrücke knapp unterhalb der Green’s Bridge wird voraussichtlich 2016 fertiggestellt. Der außerörtliche Verkehr benutzt eine Umgehungsstraße im Süden.

## Beschreibung
Die in den Jahren 1765 bis 1766 gebaute Green’s Bridge ist eine Steinbogenbrücke mit fünf Korbbögen aus sorgfältig behauenen Kalksteinen, an die sich zwei bogenförmige Durchlässe über dem östlichen Hochwasserbett anschließen. Die Bogenstirnen sind profiliert und durch herausstehende Quader unterbrochen, eine James Gibbs zugeschriebene Gestaltungsweise, die im englischsprachigen Bereich als Gibbs surround bezeichnet wird. Die Pfeiler sind oberhalb der Strömungsteiler mit Ädikulä geschmückt. Den oberen Abschluss der Brückenfassade bildet ein langer Fries.
Sie wurde von dem in Kilkenny ansässigen Architekten und Bauingenieur George Smith entworfen und von William Colles gebaut, einem Unternehmer, der in der Umgebung zwei Steinbrüche betrieb und Maschinen zum Schneiden und Bearbeiten von Steinen entwickelte.
Die Brücke lehnt sich stark an Palladios Abbildung der römischen Ponte d’Augusto in Rimini an, die er in seinen 1570 erschienenen Quattro libri dell’architettura  veröffentlichte, die 1715 durch den in England arbeitenden Giacomo Leoni ins Englische übersetzt wurden, der damit zum Wegbereiter des Palladianismus wurde. Dabei fällt auf, dass die reale Ponte d’Augusto zwar die Ädikulä an den Pfeilern und den Fries als oberen Abschluss hatte, aber mit sehr breiten Pfeilern ohne Strömungsteiler relativ niedrig im Wasser steht, sie in Palladios Abbildung aber deutlich schlankere und höhere Pfeiler mit Strömungsteilern hat.

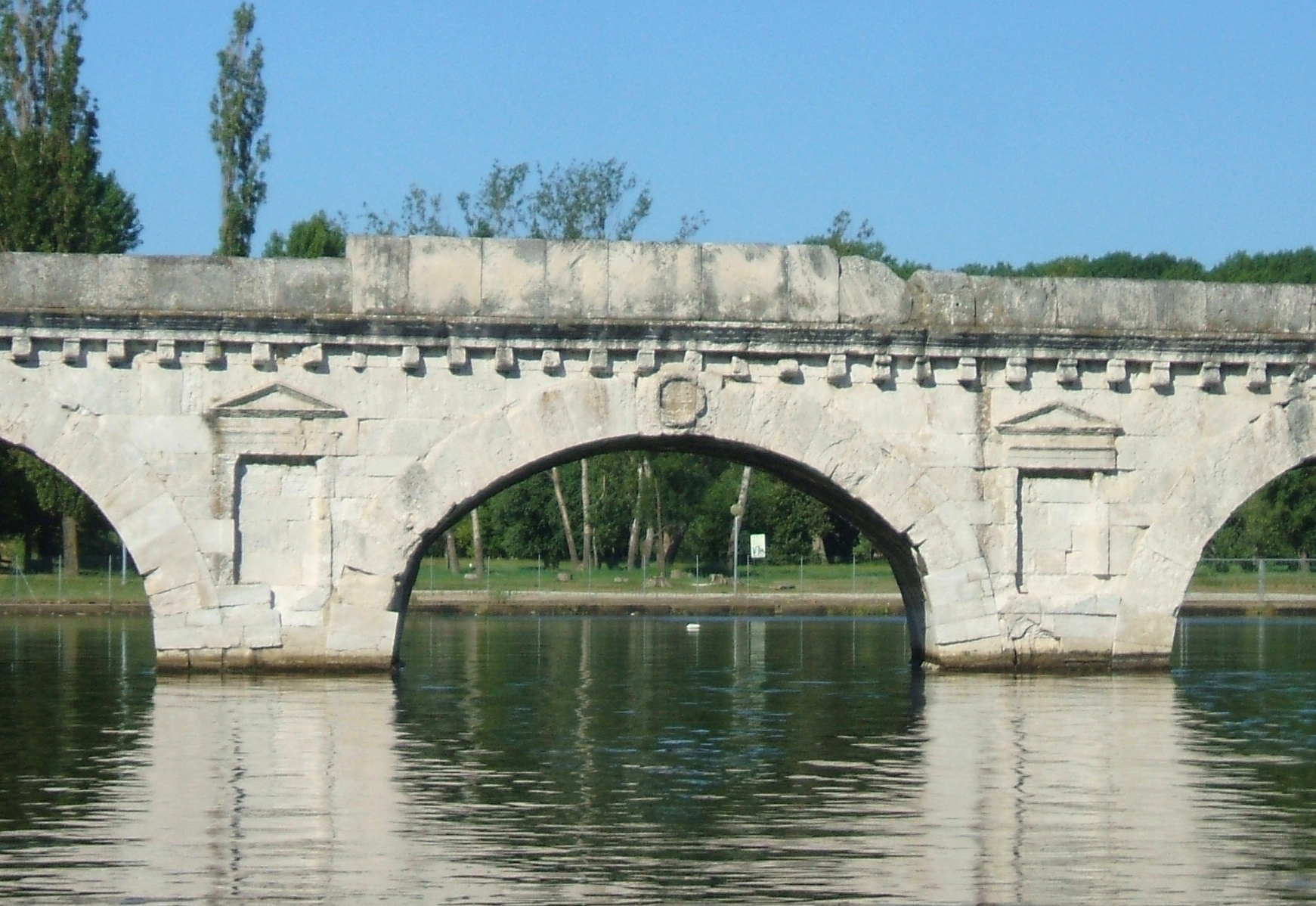
Ponte d’Augusto in Rimini
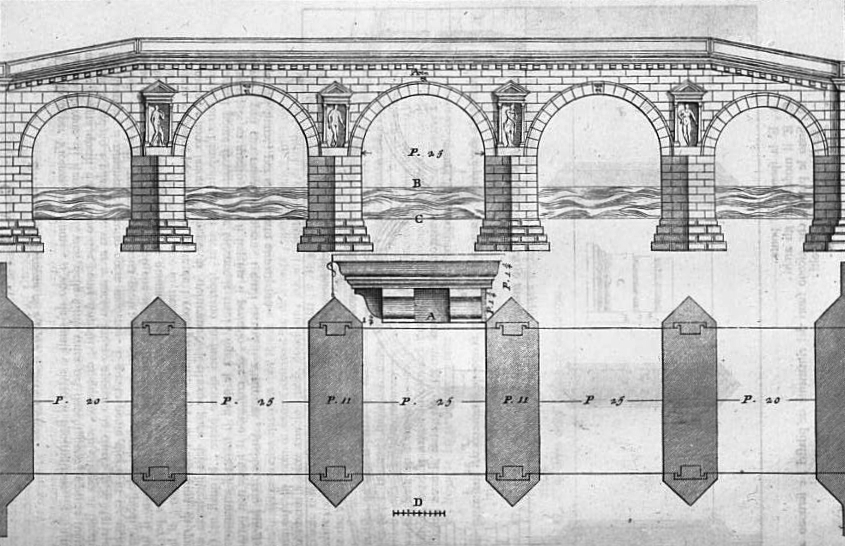
Palladios Abbildung der Ponte d’Augusto
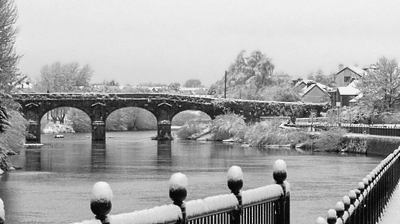
Green’s Bridge
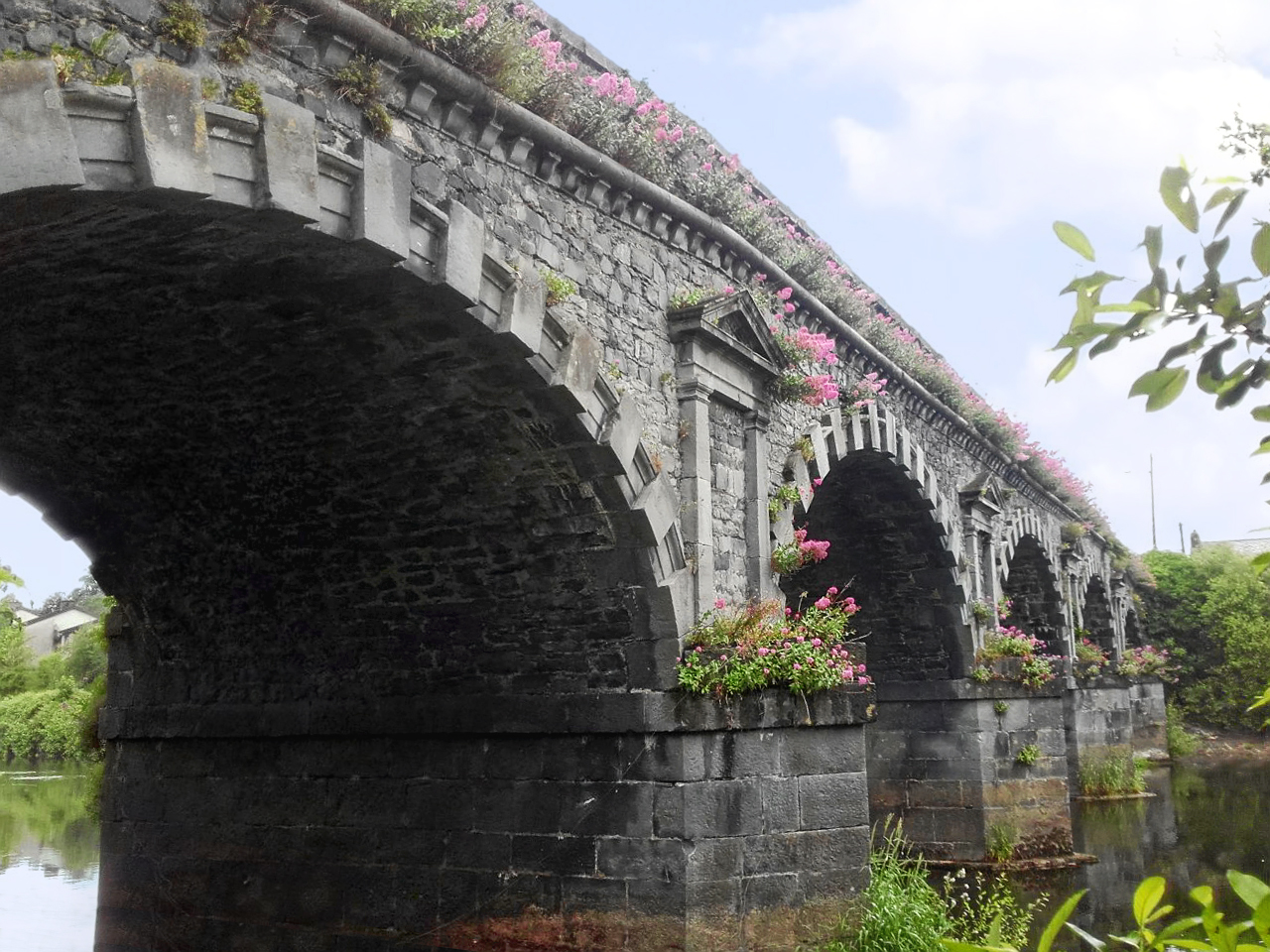
Green’s Bridge

Die Fahrbahn der Brücke war für Kutschen und Fuhrwerke großzügig bemessen, ist heute aber gerade breit genug für zwei sich begegnende Pkw. Deshalb entfernte man 1969 die nördliche Balustrade, ersetzte sie durch ein Metallgeländer und fügte seitlich eine Metallkonstruktion an, die einen Gehweg und verschiedene Leitungen trägt. Der Anblick der Brücke von der nördlichen Seite aus gilt daher als hässlich.
Die Brücke steht unter Denkmalschutz.
2016 begann der Bau einer breiten Straßenbrücke knapp unterhalb der Green's Bridge im Rahmen des in Kilkenny jahrelang umstrittenen Central Acces Scheme (CAS). Es bleibt abzuwarten, dass nach dem Abschluss dieses Bauvorhabens die Green’s Bridge renoviert und wieder in einen allseits ansehnlichen Zustand versetzt wird.